# Llista d'asteroides/87901–88000
| Nom           | Designació provisional | Data de descobriment | Lloc de descobriment | Descobridor/s  |
| ------------- | ---------------------- | -------------------- | -------------------- | -------------- |
| 87901 -       | 2000 SN306             | 30 de setembre, 2000 | Socorro              | LINEAR         |
| 87902 -       | 2000 SQ307             | 30 de setembre, 2000 | Socorro              | LINEAR         |
| 87903 -       | 2000 ST308             | 30 de setembre, 2000 | Socorro              | LINEAR         |
| 87904 -       | 2000 SR309             | 24 de setembre, 2000 | Socorro              | LINEAR         |
| 87905 -       | 2000 SH310             | 26 de setembre, 2000 | Socorro              | LINEAR         |
| 87906 -       | 2000 SP310             | 26 de setembre, 2000 | Socorro              | LINEAR         |
| 87907 -       | 2000 SQ310             | 26 de setembre, 2000 | Socorro              | LINEAR         |
| 87908 -       | 2000 SJ311             | 26 de setembre, 2000 | Socorro              | LINEAR         |
| 87909 -       | 2000 SH312             | 27 de setembre, 2000 | Socorro              | LINEAR         |
| 87910 -       | 2000 SV312             | 27 de setembre, 2000 | Socorro              | LINEAR         |
| 87911 -       | 2000 SZ312             | 27 de setembre, 2000 | Socorro              | LINEAR         |
| 87912 -       | 2000 SS313             | 27 de setembre, 2000 | Socorro              | LINEAR         |
| 87913 -       | 2000 SU313             | 27 de setembre, 2000 | Socorro              | LINEAR         |
| 87914 -       | 2000 SY313             | 27 de setembre, 2000 | Socorro              | LINEAR         |
| 87915 -       | 2000 SB315             | 28 de setembre, 2000 | Socorro              | LINEAR         |
| 87916 -       | 2000 SH315             | 28 de setembre, 2000 | Socorro              | LINEAR         |
| 87917 -       | 2000 SF316             | 30 de setembre, 2000 | Socorro              | LINEAR         |
| 87918 -       | 2000 SQ316             | 30 de setembre, 2000 | Socorro              | LINEAR         |
| 87919 -       | 2000 SZ316             | 30 de setembre, 2000 | Socorro              | LINEAR         |
| 87920 -       | 2000 SM317             | 30 de setembre, 2000 | Socorro              | LINEAR         |
| 87921 -       | 2000 SC318             | 30 de setembre, 2000 | Socorro              | LINEAR         |
| 87922 -       | 2000 SM318             | 29 de setembre, 2000 | Haleakala            | NEAT           |
| 87923 -       | 2000 SV318             | 26 de setembre, 2000 | Socorro              | LINEAR         |
| 87924 -       | 2000 SB319             | 26 de setembre, 2000 | Socorro              | LINEAR         |
| 87925 -       | 2000 SG319             | 26 de setembre, 2000 | Socorro              | LINEAR         |
| 87926 -       | 2000 SZ319             | 27 de setembre, 2000 | Socorro              | LINEAR         |
| 87927 -       | 2000 SN321             | 28 de setembre, 2000 | Kitt Peak            | Spacewatch     |
| 87928 -       | 2000 SB328             | 30 de setembre, 2000 | Socorro              | LINEAR         |
| 87929 -       | 2000 SA331             | 28 de setembre, 2000 | Socorro              | LINEAR         |
| 87930 -       | 2000 SS333             | 26 de setembre, 2000 | Socorro              | LINEAR         |
| 87931 -       | 2000 ST333             | 26 de setembre, 2000 | Haleakala            | NEAT           |
| 87932 -       | 2000 SW343             | 22 de setembre, 2000 | Socorro              | LINEAR         |
| 87933 -       | 2000 SL346             | 21 de setembre, 2000 | Kitt Peak            | M. W. Buie     |
| 87934 -       | 2000 SF347             | 25 de setembre, 2000 | Socorro              | LINEAR         |
| 87935 -       | 2000 SG347             | 25 de setembre, 2000 | Socorro              | LINEAR         |
| 87936 -       | 2000 SG350             | 29 de setembre, 2000 | Anderson Mesa        | LONEOS         |
| 87937 -       | 2000 SM350             | 29 de setembre, 2000 | Anderson Mesa        | LONEOS         |
| 87938 -       | 2000 SL351             | 29 de setembre, 2000 | Anderson Mesa        | LONEOS         |
| 87939 -       | 2000 SF353             | 30 de setembre, 2000 | Anderson Mesa        | LONEOS         |
| 87940 -       | 2000 SQ354             | 29 de setembre, 2000 | Anderson Mesa        | LONEOS         |
| 87941 -       | 2000 SG356             | 29 de setembre, 2000 | Anderson Mesa        | LONEOS         |
| 87942 -       | 2000 SP356             | 29 de setembre, 2000 | Anderson Mesa        | LONEOS         |
| 87943 -       | 2000 SM357             | 28 de setembre, 2000 | Anderson Mesa        | LONEOS         |
| 87944 -       | 2000 SZ357             | 28 de setembre, 2000 | Anderson Mesa        | LONEOS         |
| 87945 -       | 2000 SQ358             | 24 de setembre, 2000 | Haleakala            | NEAT           |
| 87946 -       | 2000 SW359             | 26 de setembre, 2000 | Anderson Mesa        | LONEOS         |
| 87947 -       | 2000 SJ360             | 26 de setembre, 2000 | Haleakala            | NEAT           |
| 87948 -       | 2000 SY361             | 23 de setembre, 2000 | Anderson Mesa        | LONEOS         |
| 87949 -       | 2000 SR362             | 20 de setembre, 2000 | Socorro              | LINEAR         |
| 87950 -       | 2000 SG367             | 22 de setembre, 2000 | Socorro              | LINEAR         |
| 87951 -       | 2000 SZ368             | 22 de setembre, 2000 | Anderson Mesa        | LONEOS         |
| 87952 -       | 2000 SV369             | 24 de setembre, 2000 | Anderson Mesa        | LONEOS         |
| 87953 -       | 2000 SC370             | 24 de setembre, 2000 | Anderson Mesa        | LONEOS         |
| 87954 Tomkaye | 2000 TK                | 2 d'octubre, 2000    | Fountain Hills       | C. W. Juels    |
| 87955 -       | 2000 TL4               | 1 d'octubre, 2000    | Socorro              | LINEAR         |
| 87956 -       | 2000 TM4               | 1 d'octubre, 2000    | Socorro              | LINEAR         |
| 87957 -       | 2000 TQ12              | 1 d'octubre, 2000    | Socorro              | LINEAR         |
| 87958 -       | 2000 TS15              | 1 d'octubre, 2000    | Socorro              | LINEAR         |
| 87959 -       | 2000 TF18              | 1 d'octubre, 2000    | Socorro              | LINEAR         |
| 87960 -       | 2000 TU19              | 1 d'octubre, 2000    | Socorro              | LINEAR         |
| 87961 -       | 2000 TV19              | 1 d'octubre, 2000    | Socorro              | LINEAR         |
| 87962 -       | 2000 TB20              | 1 d'octubre, 2000    | Socorro              | LINEAR         |
| 87963 -       | 2000 TK21              | 1 d'octubre, 2000    | Socorro              | LINEAR         |
| 87964 -       | 2000 TM28              | 3 d'octubre, 2000    | Socorro              | LINEAR         |
| 87965 -       | 2000 TX28              | 6 d'octubre, 2000    | Fountain Hills       | C. W. Juels    |
| 87966 -       | 2000 TX32              | 3 d'octubre, 2000    | Socorro              | LINEAR         |
| 87967 -       | 2000 TR33              | 5 d'octubre, 2000    | Socorro              | LINEAR         |
| 87968 -       | 2000 TS33              | 5 d'octubre, 2000    | Socorro              | LINEAR         |
| 87969 -       | 2000 TV37              | 1 d'octubre, 2000    | Socorro              | LINEAR         |
| 87970 -       | 2000 TT38              | 1 d'octubre, 2000    | Socorro              | LINEAR         |
| 87971 -       | 2000 TW38              | 1 d'octubre, 2000    | Socorro              | LINEAR         |
| 87972 -       | 2000 TJ39              | 1 d'octubre, 2000    | Socorro              | LINEAR         |
| 87973 -       | 2000 TX39              | 1 d'octubre, 2000    | Socorro              | LINEAR         |
| 87974 -       | 2000 TR41              | 1 d'octubre, 2000    | Socorro              | LINEAR         |
| 87975 -       | 2000 TR42              | 1 d'octubre, 2000    | Socorro              | LINEAR         |
| 87976 -       | 2000 TP43              | 1 d'octubre, 2000    | Socorro              | LINEAR         |
| 87977 -       | 2000 TY43              | 1 d'octubre, 2000    | Socorro              | LINEAR         |
| 87978 -       | 2000 TG44              | 1 d'octubre, 2000    | Socorro              | LINEAR         |
| 87979 -       | 2000 TL45              | 1 d'octubre, 2000    | Socorro              | LINEAR         |
| 87980 -       | 2000 TT53              | 1 d'octubre, 2000    | Socorro              | LINEAR         |
| 87981 -       | 2000 TS55              | 1 d'octubre, 2000    | Socorro              | LINEAR         |
| 87982 -       | 2000 TA57              | 2 d'octubre, 2000    | Anderson Mesa        | LONEOS         |
| 87983 -       | 2000 TB57              | 2 d'octubre, 2000    | Anderson Mesa        | LONEOS         |
| 87984 -       | 2000 TP57              | 2 d'octubre, 2000    | Anderson Mesa        | LONEOS         |
| 87985 -       | 2000 TJ58              | 2 d'octubre, 2000    | Socorro              | LINEAR         |
| 87986 -       | 2000 TD59              | 2 d'octubre, 2000    | Anderson Mesa        | LONEOS         |
| 87987 -       | 2000 TF59              | 2 d'octubre, 2000    | Anderson Mesa        | LONEOS         |
| 87988 -       | 2000 TZ62              | 2 d'octubre, 2000    | Socorro              | LINEAR         |
| 87989 -       | 2000 UG1               | 21 d'octubre, 2000   | Desert Beaver        | W. K. Y. Yeung |
| 87990 -       | 2000 UV4               | 24 d'octubre, 2000   | Socorro              | LINEAR         |
| 87991 -       | 2000 UK6               | 24 d'octubre, 2000   | Socorro              | LINEAR         |
| 87992 -       | 2000 UL7               | 24 d'octubre, 2000   | Socorro              | LINEAR         |
| 87993 -       | 2000 UM10              | 24 d'octubre, 2000   | Socorro              | LINEAR         |
| 87994 -       | 2000 UA11              | 25 d'octubre, 2000   | Socorro              | LINEAR         |
| 87995 -       | 2000 UF12              | 24 d'octubre, 2000   | Socorro              | LINEAR         |
| 87996 -       | 2000 UP21              | 24 d'octubre, 2000   | Socorro              | LINEAR         |
| 87997 -       | 2000 UG24              | 24 d'octubre, 2000   | Socorro              | LINEAR         |
| 87998 -       | 2000 UY27              | 25 d'octubre, 2000   | Socorro              | LINEAR         |
| 87999 -       | 2000 UX28              | 30 d'octubre, 2000   | Socorro              | LINEAR         |
| 88000 -       | 2000 UB36              | 24 d'octubre, 2000   | Socorro              | LINEAR         |